# ナンニ・モレッティ
ナンニ・モレッティ（Nanni Moretti, 1953年8月19日 - ）は、イタリア出身の映画監督、俳優、脚本家である。40歳にして世界三大映画祭すべてで賞を受賞した、イタリアを代表する監督である。監督作品では脚本も書き、主演をすることもある。

## 経歴
北イタリアのトレンティーノ＝アルト・アディジェ州ブルーニコに、教師の両親の下に生まれる。父ルイジ・モレッティは俳優としても彼の作品に6度登場している。学生時代は映画と水球に熱中し、後に水球を舞台にした映画『赤いシュート』を製作するきっかけとなる。これまでのほとんどをローマで過ごしている。
1973年、20歳で短編映画を撮り始め、1976年に最初の長編映画『Io sono un autarchico』を監督。1977年に俳優として出演した『父 パードレ・パドローネ』がパルム・ドールを受賞した（ただしモレッティは脇役）。
1981年『監督ミケーレの黄金の夢』でヴェネツィア国際映画祭審査員特別賞、1985年『ジュリオの当惑（とまどい）』ではベルリン国際映画祭審査員グランプリを受賞した。1989年に癌と診断され闘病生活を送ったが、後に回復した。
1994年、『親愛なる日記』でカンヌ国際映画祭監督賞を受賞し、三大映画祭を制覇。2001年には『息子の部屋』でパルム・ドールを受賞した。この2作はカイエ・デュ・シネマ誌の年間ベスト映画にも選ばれている。
2007年にはカンヌ国際映画祭にゆかりの深い監督たちのオムニバス作品『それぞれのシネマ』に参加。2011年にも『ローマ法王の休日』がパルム・ドールにノミネート、2012年には審査委員長を務めるなど、カンヌ国際映画祭と縁が深い。

## フィルモグラフィー

### 長編映画
- 父 パードレ・パドローネ Padre Padrone （1977年） 出演
- 青春のくずや〜おはらい Ecce Bombo （1978年） 監督・脚本・出演
- 監督ミケーレの黄金の夢 Sogni d'oro （1981年） 監督・脚本・出演
- 僕のビアンカ Bianca （1983年） 監督・脚本・出演
- ジュリオの当惑(とまどい) La Messa è finita （1985年） 監督・脚本・出演
- イタリア不思議旅 Domani Accadra （1988年） 製作
- 赤いシュート Palombella rossa （1989年） 監督・脚本・出演・製作
- 親愛なる日記 Caro diario （1994年） 監督・脚本・出演・製作
- ナンニ・モレッティのエイプリル Aprile （1998年） 監督・脚本・出演・製作
- 息子の部屋 La Stanza del figlio （2001年） 監督・原案・出演
- 夫婦の危機 Il caimano （2006年） 監督・脚本・原案
- それぞれのシネマ Chacun son Cinema （2007年） 監督
- クワイエット・カオス〜パパが待つ公園で Caos Calmo （2008年） 脚本・出演
- ローマ法王の休日 Habemus Papam （2011年） 監督・脚本・原案・出演・製作
- 母よ、 Mia madre （2015年） 監督・脚本・原案・出演・製作
- 3つの鍵 Tre pian（2021年） 監督・脚本・出演
- チネチッタで会いましょう Il sol dell’avvenire （2023年） 監督・脚本・出演・制作